# Wilhelm Rausch (Historiker)
Wilhelm Rausch (* 14. Jänner 1927 in Wien; † 14. Februar 2019 in Groß Gerungs) war ein österreichischer Historiker.
Er studierte Geschichte und Geographie an der Universität Wien und absolvierte im Anschluss einen Ausbildungskurs am Institut für Österreichische Geschichtsforschung. 1954 trat Rausch die Leitung des Archivs und der Bibliothek der Stadt Linz an. Mit Jahresbeginn 1978 wurde Wilhelm Rausch zum Kulturverwaltungsdirektor der Stadt Linz bestellt. 1987 ging er in den Ruhestand.

## Schriften (Auswahl)
- Linz in der Geschichte Österreichs. Ausstellung, 21. September – 21. Oktober 1961. Ausstellungskatalog. Linz 1961, OCLC 992895118.
- Die Gemeindevertretung der Stadt Linz vom Jahre 1848 bis zur Gegenwart. Geschichte, Biographien. Linz 1968, OCLC 15669850.
- Aufbruch in eine bessere Zeit. Die Kammer für Arbeiter und Angestellte für Oberösterreich 1920–1980. Linz 1981, OCLC 887246708.
- mit Hermann Rafetseder: Gebiets- und Namensänderungen der Stadtgemeinden Österreichs seit der Mitte des 19. Jahrhunderts (= Forschungen zur Geschichte der Städte und Märkte Österreichs. Band 2). Landesverlag, Linz 1989, ISBN 3-900387-22-2.
- Bibliographie zur Geschichte der Städte Österreichs. Linz 1984, ISBN 3-900387-31-1.